# Collegio di Hendon
Hendon è un collegio elettorale situato nella Grande Londra, e rappresentato alla Camera dei comuni del Parlamento del Regno Unito. Elegge un membro del parlamento con il sistema first-past-the-post, ossia maggioritario a turno unico; l'attuale parlamentare è David Pinto-Duschinsky del Partito Laburista, che rappresenta il collegio dal 2024.

## Estensione

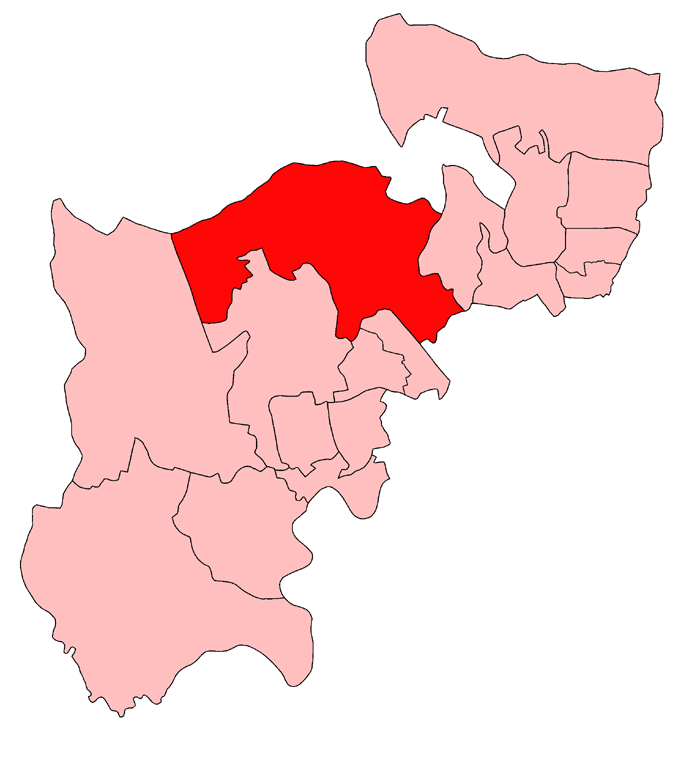
Hendon nel Middlesex, 1918-45

Hendon dal 2010 al 2024

- 1918-1945: i distretti urbani di Hendon e Kingsbury e il distretto rurale di Hendon.
- 1997-2024: i ward del borgo londinese di Barnet di Burnt Oak, Colindale, Edgware, Hale, Hendon, Mill Hill e West Hendon.
- dal 2024: i ward del borgo londinese di Barnet di Burnt Oak, Colindale North, Colindale South, Edgware, Hendon, Mill Hill e West Hendon.[1]

## Membri del parlamento
| Elezione | Elezione       | Deputato               | Partito           |
| -------- | -------------- | ---------------------- | ----------------- |
|          | 1918           | Philip Cunliffe-Lister | Conservatore      |
| 1935     | Reginald Blair |                        | Conservatore      |
|          | 1945           | Collegio abolito       | Collegio abolito  |
|          | 1997           | Collegio ricreato      | Collegio ricreato |
|          | 1997           | Andrew Dismore         | Laburista         |
|          | 2010           | Matthew Offord         | Conservatore      |
|          | 2024           | David Pinto-Duschinsky | Laburista         |

## Elezioni

### Elezioni negli anni 2020
| Partito                    | Partito                                           | Candidato                  | Risultati 4 luglio 2024 | Risultati 4 luglio 2024 |
| Partito                    | Partito                                           | Candidato                  | Voti                    | %                       |
| -------------------------- | ------------------------------------------------- | -------------------------- | ----------------------- | ----------------------- |
|                            | Laburista                                         | David Pinto-Duschinsky     | 15 855                  | 38,43                   |
|                            | Conservatore                                      | Ameet Jogia                | 15 840                  | 38,39                   |
|                            | Reform UK                                         | Joshua Pearl               | 3 038                   | 7,36                    |
|                            | Verdi                                             | Gabrielle Bailey           | 2 667                   | 6,46                    |
|                            | Lib Dem                                           | Clareine Enderby           | 1 966                   | 4,77                    |
|                            | Workers                                           | Imtiaz Palekar             | 1 518                   | 3,68                    |
|                            | Rejoin EU                                         | Ben Rend                   | 233                     | 0,56                    |
|                            | Social Democratico                                | Jane Gibson                | 139                     | 0,34                    |
|                            |                                                   |                            |                         |                         |
| Iscritti                   | Iscritti                                          | Iscritti                   | 74 865                  | 100,00                  |
| ↳ Votanti (% su iscritti)  | ↳ Votanti (% su iscritti)                         | ↳ Votanti (% su iscritti)  | 41 256                  | 55,11                   |
| ↳ Astenuti (% su iscritti) | ↳ Astenuti (% su iscritti)                        | ↳ Astenuti (% su iscritti) | 33 609                  | 44,89                   |
|                            |                                                   |                            |                         |                         |
|                            | Esito: collegio passa da Conservatore a Laburista |                            |                         |                         |

### Elezioni negli anni 2010
| Partito                    | Partito                                   | Candidato                  | Risultati 12 dicembre 2019 | Risultati 12 dicembre 2019 |
| Partito                    | Partito                                   | Candidato                  | Voti                       | %                          |
| -------------------------- | ----------------------------------------- | -------------------------- | -------------------------- | -------------------------- |
|                            | Conservatore                              | Matthew Offord             | 26 878                     | 48,80                      |
|                            | Laburista                                 | David Pinto-Duschinsky     | 22 648                     | 41,12                      |
|                            | Lib Dem                                   | Clareine Enderby           | 4 628                      | 8,40                       |
|                            | Verdi                                     | Portia Vincent-Kirby       | 921                        | 1,67                       |
|                            |                                           |                            |                            |                            |
| Iscritti                   | Iscritti                                  | Iscritti                   | 82 661                     | 100,00                     |
| ↳ Votanti (% su iscritti)  | ↳ Votanti (% su iscritti)                 | ↳ Votanti (% su iscritti)  | 55 075                     | 66,63                      |
| ↳ Astenuti (% su iscritti) | ↳ Astenuti (% su iscritti)                | ↳ Astenuti (% su iscritti) | 27 586                     | 33,37                      |
|                            |                                           |                            |                            |                            |
|                            | Esito: collegio confermato a Conservatore |                            |                            |                            |

| Partito                    | Partito                                   | Candidato                  | Risultati 8 giugno 2017 | Risultati 8 giugno 2017 |
| Partito                    | Partito                                   | Candidato                  | Voti                    | %                       |
| -------------------------- | ----------------------------------------- | -------------------------- | ----------------------- | ----------------------- |
|                            | Conservatore                              | Matthew Offord             | 25 078                  | 48,03                   |
|                            | Laburista                                 | Mike Katz                  | 24 006                  | 45,98                   |
|                            | Lib Dem                                   | Alasdair Hill              | 1 985                   | 3,80                    |
|                            | Verdi                                     | Carmen Legarda             | 578                     | 1,11                    |
|                            | UKIP                                      | Sabriye Warsame            | 568                     | 1,09                    |
|                            |                                           |                            |                         |                         |
| Iscritti                   | Iscritti                                  | Iscritti                   | 76 522                  | 100,00                  |
| ↳ Votanti (% su iscritti)  | ↳ Votanti (% su iscritti)                 | ↳ Votanti (% su iscritti)  | 52 216                  | 68,24                   |
| ↳ Astenuti (% su iscritti) | ↳ Astenuti (% su iscritti)                | ↳ Astenuti (% su iscritti) | 24 306                  | 31,76                   |
|                            |                                           |                            |                         |                         |
|                            | Esito: collegio confermato a Conservatore |                            |                         |                         |

| Partito                    | Partito                                   | Candidato                  | Risultati 7 maggio 2015 | Risultati 7 maggio 2015 |
| Partito                    | Partito                                   | Candidato                  | Voti                    | %                       |
| -------------------------- | ----------------------------------------- | -------------------------- | ----------------------- | ----------------------- |
|                            | Conservatore                              | Matthew Offord             | 24 328                  | 49,02                   |
|                            | Laburista                                 | Andrew Dismore             | 20 604                  | 41,52                   |
|                            | UKIP                                      | Raymond Shamash            | 2 595                   | 5,23                    |
|                            | Lib Dem                                   | Alasdair Hill              | 1 088                   | 2,19                    |
|                            | Verdi                                     | Ben Samuel                 | 1 015                   | 2,05                    |
|                            |                                           |                            |                         |                         |
| Iscritti                   | Iscritti                                  | Iscritti                   | 75 285                  | 100,00                  |
| ↳ Votanti (% su iscritti)  | ↳ Votanti (% su iscritti)                 | ↳ Votanti (% su iscritti)  | 49 630                  | 65,92                   |
| ↳ Astenuti (% su iscritti) | ↳ Astenuti (% su iscritti)                | ↳ Astenuti (% su iscritti) | 25 655                  | 34,08                   |
|                            |                                           |                            |                         |                         |
|                            | Esito: collegio confermato a Conservatore |                            |                         |                         |

| Partito                    | Partito                                           | Candidato                  | Risultati 6 maggio 2010 | Risultati 6 maggio 2010 |
| Partito                    | Partito                                           | Candidato                  | Voti                    | %                       |
| -------------------------- | ------------------------------------------------- | -------------------------- | ----------------------- | ----------------------- |
|                            | Conservatore                                      | Matthew Offord             | 19 635                  | 42,34                   |
|                            | Laburista                                         | Andrew Dismore             | 19 529                  | 42,11                   |
|                            | Lib Dem                                           | Matthew Harris             | 5 734                   | 12,36                   |
|                            | UKIP                                              | Robin Lambert              | 958                     | 2,07                    |
|                            | Verdi                                             | Andrew Newby               | 518                     | 1,12                    |
|                            |                                                   |                            |                         |                         |
| Iscritti                   | Iscritti                                          | Iscritti                   | 72 943                  | 100,00                  |
| ↳ Votanti (% su iscritti)  | ↳ Votanti (% su iscritti)                         | ↳ Votanti (% su iscritti)  | 46 374                  | 63,58                   |
| ↳ Astenuti (% su iscritti) | ↳ Astenuti (% su iscritti)                        | ↳ Astenuti (% su iscritti) | 26 569                  | 36,42                   |
|                            |                                                   |                            |                         |                         |
|                            | Esito: collegio passa da Laburista a Conservatore |                            |                         |                         |

### Elezioni negli anni 2000
| Partito                    | Partito                                | Candidato                  | Risultati 5 maggio 2005 | Risultati 5 maggio 2005 |
| Partito                    | Partito                                | Candidato                  | Voti                    | %                       |
| -------------------------- | -------------------------------------- | -------------------------- | ----------------------- | ----------------------- |
|                            | Laburista                              | Andrew Dismore             | 18 596                  | 44,46                   |
|                            | Conservatore                           | Richard Evans              | 15 897                  | 38,00                   |
|                            | Lib Dem                                | Nahid Boethe               | 5 831                   | 13,94                   |
|                            | Verdi                                  | David G. Williams          | 754                     | 1,80                    |
|                            | UKIP                                   | Melvyn Smallman            | 637                     | 1,52                    |
|                            | Rainbow Dream Ticket                   | George Weiss               | 58                      | 0,14                    |
|                            | Progressive Democratic Party           | Michael Stewart            | 56                      | 0,13                    |
|                            |                                        |                            |                         |                         |
| Iscritti                   | Iscritti                               | Iscritti                   | 71 924                  | 100,00                  |
| ↳ Votanti (% su iscritti)  | ↳ Votanti (% su iscritti)              | ↳ Votanti (% su iscritti)  | 41 839                  | 58,17                   |
| ↳ Astenuti (% su iscritti) | ↳ Astenuti (% su iscritti)             | ↳ Astenuti (% su iscritti) | 30 085                  | 41,83                   |
|                            |                                        |                            |                         |                         |
|                            | Esito: collegio confermato a Laburista |                            |                         |                         |

| Partito                    | Partito                                | Candidato                  | Risultati 7 giugno 2001 | Risultati 7 giugno 2001 |
| Partito                    | Partito                                | Candidato                  | Voti                    | %                       |
| -------------------------- | -------------------------------------- | -------------------------- | ----------------------- | ----------------------- |
|                            | Laburista                              | Andrew Dismore             | 21 432                  | 52,46                   |
|                            | Conservatore                           | Richard Evans              | 14 015                  | 34,31                   |
|                            | Lib Dem                                | Wayne Casey                | 4 724                   | 11,56                   |
|                            | UKIP                                   | Craig Crosbie              | 409                     | 1,00                    |
|                            | Rivoluzionario dei Lavoratori          | Stella Taylor              | 164                     | 0,40                    |
|                            | Progressive Democratic Party           | Michael Stewart            | 107                     | 0,26                    |
|                            |                                        |                            |                         |                         |
| Iscritti                   | Iscritti                               | Iscritti                   | 78 213                  | 100,00                  |
| ↳ Votanti (% su iscritti)  | ↳ Votanti (% su iscritti)              | ↳ Votanti (% su iscritti)  | 40 851                  | 52,23                   |
| ↳ Astenuti (% su iscritti) | ↳ Astenuti (% su iscritti)             | ↳ Astenuti (% su iscritti) | 37 362                  | 47,77                   |
|                            |                                        |                            |                         |                         |
|                            | Esito: collegio confermato a Laburista |                            |                         |                         |

## Risultati dei referendum

### Referendum sulla permanenza del Regno Unito nell'Unione europea del 2016
|             | Collegio    | Lasciare UE % | Rimanere in UE % |
| ----------- | ----------- | ------------- | ---------------- |
|             | Hendon      | 41,9%         | 58,1%            |
|             | Inghilterra | 53,3%         | 46,7%            |
| Regno Unito | 51,9%       | 48,1%         |                  |